# 태양의 섬

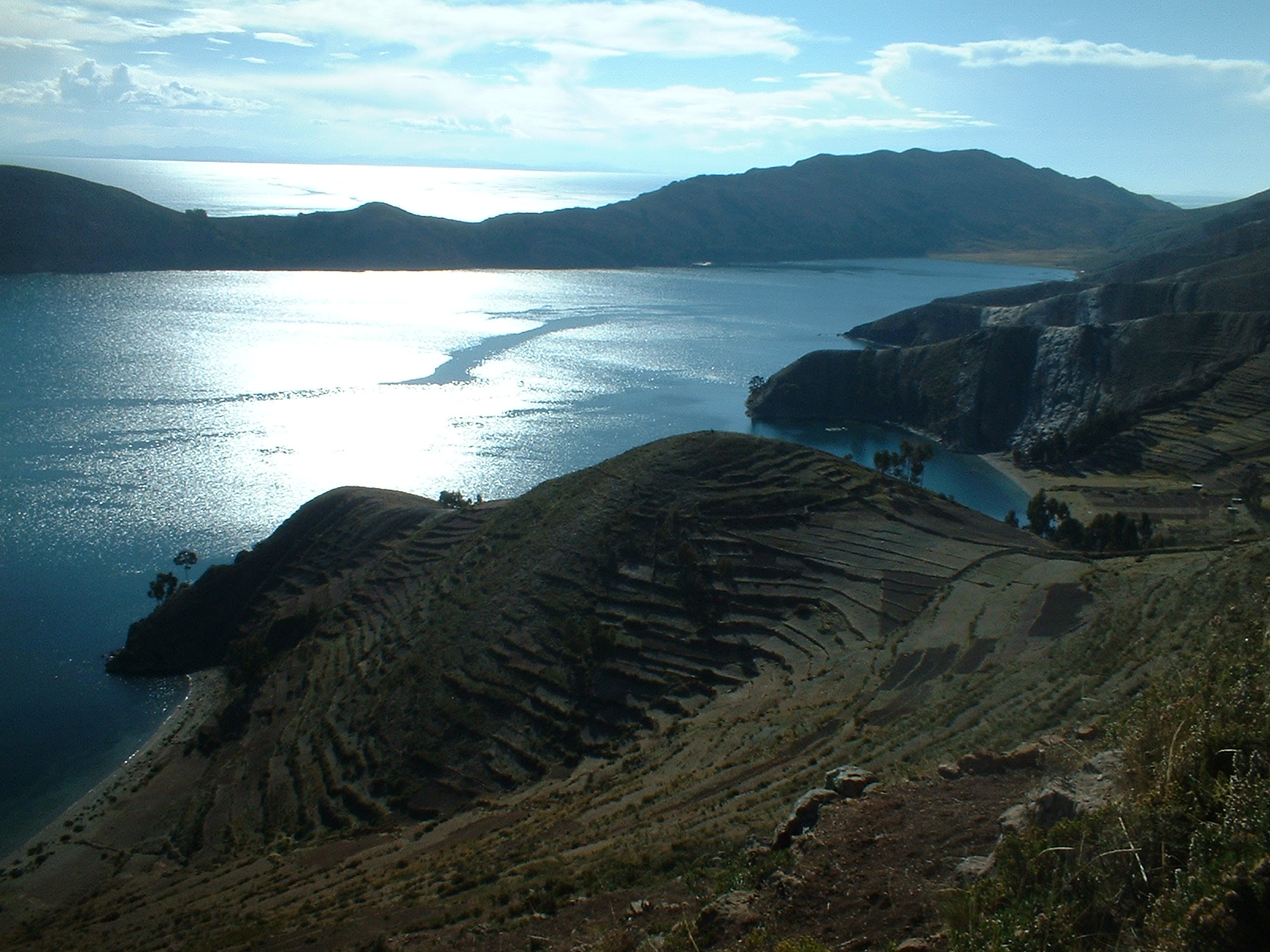

태양의 섬(스페인어: Isla del Sol)은 티티카카 호수 남쪽(볼리비아 라파스주)에 있는 섬이다. 지형은 험난하여 바위와 언덕이 많고 유칼립투스 나무가 우거져 있다. 자동차나 포장도로는 없다. 약 800가구가 거주하며 주로 농업, 어업, 관광업으로 생계를 유지한다. 주요한 마을로 유마니(Yumani)와 차야팜파(Challapampa)가 있다.
섬에는 80개 이상의 유적이 있는데 대부분 서기 15세기경의 잉카 제국 시대로 거슬러 올라간다. 섬에는 언덕지고 바위투성이인 지형에 적응한 계단식 농경지가 많다. 잉카 신화에서는 태양신이 이곳에서 태어났다고 믿는다.

## 같이 보기
- 티티카카호